# Krisztián Tamás
Krisztián Tamás (* 18. dubna 1995, Budapešť) je maďarský fotbalový obránce a bývalý mládežnický reprezentant, od července 2017 působící v maďarském klubu Videoton FC. Mimo Maďarsko působil v Itálii a ČR. Jeho oblíbeným klubem je italský klub AC Milán (kde působil), oblíbeným hráčem Angličan Theo Walcott. On sám bývá přirovnáván k velšskému fotbalistovi Garethu Baleovi.

## Klubová kariéra
Svoji fotbalovou kariéru začal v Újpest FC, odkud v průběhu mládeže zamířil do Szombathelyi Haladás. V roce 2011 odešel do italského AC Milán, kde absolvoval testy. Klub se stal hráčovým prvním zahraničním angažmá. Zájem o něj měly ještě anglické týmy Arsenal FC a Tottenham Hotspur FC. V červenci 2014 odešel hostovat do AS Varese 1910. V prosinci 2014 byl na zkoušce v českém klubu SK Slavia Praha. Ačkoli to původně vypadalo, že se Slavia s italským mužstvem AC Milán nedohodne na podmínkách angažmá, nakonec se uskutečnilo půlroční hostování s opcí na přestup. Ve Slavii odehrál v sezóně 2014/15 celkem 11 ligových zápasů. V létě 2015 přestoupil do klubu Spezia Calcio. V roce 2017 se vrátil zpět do Maďarska, kde momentálně hraje za klub Videoton FC.

## Reprezentační kariéra
Nastupoval za maďarské mládežnické reprezentace v kategorii U16, U17, U18, U19, U20 a U21.